# バス停飛ばし
バス停飛ばし（バスていとばし）は、路線バスが規定の運行経路を逸脱し、または経路の途中で運行を取りやめるなどして、本来立ち寄るべき停留所に立ち寄らないこと。

## 概要
バス停飛ばしには以下のようなパターンがある。
（狭義の）バス停飛ばし
本来とまるべき停留所に客が待っていても通過する。ただし、満員状態を理由とする通過を除く。
ショートカット
運行経路外の道路を通行して近道をする
ループ飛ばし
ショートカットの類例。経路の一部がループ状になっており、再び元の道路に戻ってくる場合、ループ部分を運行しない。
打ち切り
路線の最後まで運行せず、途中で引き返したり、回送にする。

## 日本

### 概要
早朝や夜間に（閉まっている）公共機関に立ち寄る路線、過疎地を通る路線、または積雪などで交通事情が著しく悪化した場合などに行われることがある。しかし、路線バス事業者は、運輸局に事前に届け出た経路どおりにバスを運行させることが道路運送法で定められているため、積雪や事故などにより、通常の運行経路が通行不能となり、迂回を余儀なくされる場合など、正当な理由がある場合を除き、バス停飛ばしを行った場合には法令違反である。状況により行政処分の対象となる。
悪天候や災害による部分運休や迂回は違法ではないが、通常運行の場合、満員通過においても、規定経路の短絡、逸脱は認められていない。「飛ばし」がおこる原因としては、運転手の怠慢や失念、あるいは飲酒や疾病などによる安全運転能力の欠如、または、費用削減のため、営業所・会社ぐるみの方策などがある。バス停飛ばしを防止する方策としては、バスロケーションシステムやGPSを利用した運行管理システムの導入により、バスの現在位置を随時把握できる体制を整えることがあげられる。

### 具体例
- 2006年に静岡県のしずてつジャストラインと遠州鉄道で相次いで発覚したバス停飛ばしでは、過疎地に向かう路線において乗客がいなかったため、末端区間の運行を取りやめ営業所に引き返すということが行われていた。しずてつジャストラインのケースでは、乗降とも扱う区間だったことと、その路線を運行することで補助金を受給していたため、問題となり行政処分を受けた。遠州鉄道の場合はデマンド運行区間であり、当該区間は降車のみで乗車扱いをしない区間（クローズドドアシステム）だったことことから、問題にはなったが行政処分は受けなかった。
- 2016年に山口県岩国市からいわくにバスが受託運行していた「岩国市過疎地域乗合バス」で、1人の運転士が約9か月にわたりバス停飛ばしを続けていたことが発覚し[1]、車両使用停止の行政処分を受けた[2]。当該運転士を懲戒解雇とした後に運転士不足となったことなどから、岩国市により「岩国市過疎地域乗合バス」2路線が第一交通（第一交通産業グループ）へ移管される事態となった[1]。
- 2017年に岩手県西和賀町で発覚した岩手県交通のバス停飛ばしでは、終点から2つ前のバス停で運転を打ち切るケースが7か月間続いた。報道によれば、運転士4人の独断での判断で「少しでも早く帰りたかった」「早く休憩したかった」と話していたという[3]。
- 2022年に大分県中津市の中津市山国バスでバスの早発およびバス停飛ばしが行われていることが報じられた[4]。

### バス停飛ばしとはならないパターン
- デマンドバス

デマンドバス以外にも、地方路線バスにおいて、末端区間が「電話運行」・「呼出運行」となっていることがあるが、これはダイヤ改定の申請の際に、乗車希望の乗客が不在の場合は運行しないことを明記しているものである。ただし、連絡手段などについても事前に取り決めを行なった上で申請の書類に記載し、認可された場合は乗客に告知しなくてはならない。前述の遠州鉄道のケースは、この事前の取り決めなどの手続きを怠ったために問題となったものであり、それ以後手順を踏んで延長運行として現在も運行している。
- 座席指定制をとる路線バス

予約・乗車段階で全乗客の降車地がわかっていることから、降車客のいない降車地を通過・非経由とすることがある。また、終点停留所に到着する前に乗客全員が降車すると、最後の乗客が降車した停留所で運行打ち切りとなることがある。このため降車地の変更をする場合は乗務員に申告する必要がある。
- クローズドドアシステムをとる路線バスで、降車したい降車専用停留所の1つ手前の停留所を出発・通過して一定時間内に「降車ボタン」を押さなかった場合。

直前の場合は運転士が既に通過準備に入っており、特に高速道路上の場合は危険を伴うので、降車したい降車専用停留所の直前で「降車ボタン」を押しても通過してしまうことがある（押した場合は押した時点からの最初の停車停留所に停車する）。
- 「急行」・「準急」・「快速」などの種別

いくつかのバス停を通過するが、これは規定のものであり、通常運行である。また、たとえ全停車の種別だとしても、乗客が乗車意思がないことを明確に示して通過する場合はバス停飛ばしには含まれない。